# Словарь областного архангельского наречия в его бытовом и этнографическом применении
Словарь областного архангельского наречия в его бытовом и этнографическом применении — лексикографический словарь, составленный А. О. Подвысоцким. За него 19 ноября 1881 года он получил Ломоносовскую премию. Рецензию на первоначальный вариант словаря написал Я. К. Грот.
Первый вариант словаря был готов в 1881 году и предоставлен А. О. Подвысоцким во второе Отделение Академии наук. После исправлений и дополнений, словарь был издан в 1885 году, но уже после смерти автора. По мнению Н. М. Ивашовой, словарь является «выдающимся лексикографическим исследованием, высоко оцененным учеными уже в XIX в.». В нём содержится ценная информация о лексике северорусских говоров. А. О. Подвысоцкий стремился записать малопонятные диалектные слова, которые отражали особенности жизни, деятельности и культуры населения Русского Севера.